# Machaerina monticola
Machaerina monticola är en halvgräsart som först beskrevs av André Guillaumin, och fick sitt nu gällande namn av Tetsuo Michael Koyama. Machaerina monticola ingår i släktet Machaerina och familjen halvgräs.
Artens utbredningsområde är Vanuatu. Inga underarter finns listade i Catalogue of Life.